# L'odore del peccato
L'odore del peccato è un romanzo dell'autore Andrea Franco ed è composto da un prologo, 11 capitoli tutti datati e con l'ora degli avvenimenti narrati e un epilogo. Questo romanzo ha vinto il premio Tedeschi 2013 come il miglior giallo italiano inedito.
Nella versione edita da Mondadori nella collana Il giallo Mondadori volume 3092 alla fine del libro c'è un racconto dal titolo Non credere ai santi dello scrittore Alessandro Mezzena Lona.

## Personaggi
- Attilio Verzi: monsignore
- Pasquale Masini: prete al seguito del cardinale di Milano
- Augusto Giani: assistente di Attilio Versi
- Pio IX: nuovo pontefice
- Alberto Ferri: parroco della chiesa dei Santi Vito e Modesto
- Giuseppe Rusconi: sacerdote
- Rebecca Fois: madre superiora
- Agostino Iacoangeli: capitano della Milizia urbana
- Primo Giacometti: possidente
- Valentina Scorbuti: promessa sposa di Primo Giacometti

## Trama
Roma 16 giugno 1846. Le campane suonano per annunciare che il nuovo papa è stato appena eletto. Tre giorni dopo Papa Pio IX (Giovanni Maria Mastai Ferretti) manda a cercare Attilio Verzi e gli "ordina" di venire alla chiesa dei Santi Vito e Modesto. Una volta che Attilio Verzi arriva alla chiesa vede diverse persone al suo interno e, nonostante non conosca il nuovo pontefice, lo individua immediatamente grazie alla compostezza e all'autorità che da lui si emana.
Il motivo per cui Papa Pio IX ha fatto chiamare Attilio Verzi è semplice. Il nuovo papa ha saputo del dono straordinario, al limite del demoniaco, che Attilio Verzi possiede. Il dono di Don Attilio Verzi è il suo straordinario olfatto, che gli permette di individuare e di riconoscere i profumi e gli odori più insoliti anche se sono lievi e appena presenti. Attilio Verzi ha anche un'altra dote straordinaria, possiede un intuito eccezionale che lo fa giungere alle giuste conclusioni anche con pochi e labili indizi.
Papa Pio IX gli mostra il corpo, senza vita, di Pasquale Masini che è stato trovato nella chiesa e e lo incarica di trovare il suo assassino. Don Attilio Verzi si avvicina al cadavere e lo esamina scrupolosamente e tra le cose che lo colpiscono c'è uno strano ed insolito odore che non riesce ad individuare con certezza. Pasquale Masini è arrivato a Roma al seguito del cardinale di Milano Karl Kajetan von Gaisruk. Il cardinale era a Roma per l'elezione del nuovo Papa e aveva uno scopo ben preciso che l'imperatore Ferdinando I d'Austria gli aveva affidato. L'aveva incaricato di impedire l'elezione di Giovanni Maria Mastai Ferretti a sommo pontefice perché, per l'imperatore, è di idee troppo progressiste.
Il cardinale è arrivato tardi al conclave, e la sua missione è fallita. È già ripartito per tornare a Milano ma don Masini è rimasto a Roma. Nessuno, tra i presenti nella chiesa, è al corrente del motivo di questa sua permanenza a Roma. Ma ora è stato ucciso e i sospetti potrebbero ricadere sul nuovo papa appena eletto gettando un'ombra, difficilmente cancellabile, sul suo operato futuro. Questo è il vero motivo per cui Papa Pio IX ha incaricato Attilio Verzi di trovare il colpevole e di scoprire il motivo di questo efferato omicidio. Le precise parole del Papa sono state "Voglio una testa. Possibilmente del vero colpevole".
Roma 19 giugno. A don Attilio Verzi viene dato il titolo onorifico di Monsignore e gli viene assegnato anche un ufficio e un collaboratore che lo affianchi durante tutto il tempo delle indagini. Le indagini cominciano subito dalle pochi indizi che conosce. Riesce a rintracciare dove don Masini era alloggiato e decide di andare a parlare con Rebecca Fois che gestisce gli alloggi. Anche Augusto Giani, il collaboratore di Attilio Verzi, si è messo ad indagare su questo omicidio e ha saputo un sacco di notizie sulla vita di don Masini. Ma la cosa più significativa è che don Masini era uno studioso e stava confrontando alcune antiche e rare Bibbie.
Roma 21 giugno. Verzi, dopo aver avuto pressioni per risolvere questo caso dal cardinale Gerardo Avanzi, viene fermato da un bambino mandato dalla madre superiora Rebecca Fois. La madre superiora ha delle notizie che ritiene importanti, sembra che un senzatetto abbia visto Pasquale Masini litigare con un uomo senza un occhio. Non è molto ma, in mancanza di altri indizi, è comunque un indizio da non trascurare.
Il romanzo continua con l'individuazione dell'uomo senza un occhio e con Attilio Verzi che riesce a individuare l'insolito odore che aveva sentito quando aveva analizzato il corpo senza vita di Pasquale Masini. Con questi pochi e piccoli indizi riesce, anche grazie alla collaborazione del capitano della milizia urbana, Agostino Iacoangeli, a trovare l'assassino di Pasquale Masini e le motivazioni che hanno spinto il Masini a rimanere a Roma e quelle del suo assassino ad ucciderlo.

## Edizioni
- Andrea Franco, L'odore del peccato, Il giallo Mondadori, Mondadori, 2013,  pp 194, ISBN 978-88-520-4322-2.